# Ceuthoecetes aliger
Ceuthoecetes aliger is een eenoogkreeftjessoort uit de familie van de Dirivultidae. De wetenschappelijke naam van de soort is voor het eerst geldig gepubliceerd in 1980 door Humes.